# 张德妃 (后梁)
张氏（892年—915年），五代后梁时人。梁末帝朱友贞的妃子。
张氏是朱友贞为均王时的结发妻子，其父张归霸，是草寇时就跟随朱温的功臣。据说梁末帝即位后，欲立她为皇后，张氏请祭天之後再册立，但朱友贞始终没能够祭天。张氏一直没有相对高级些的封号，直到乾化五年九月二十四日（915年），张氏病重将死，才被封为德妃。册封的当天夜里，张氏就死了。
朱友贞统治末期大杀兄弟和宗室，专用自己的姐夫趙巖以及张德妃的两个兄弟张汉鼎、张汉杰，这数人皆德薄才鲜，妄议军政，后梁政局益发混乱。